# Dorothy Patrick
Dorothy Patrick, pseudonimo di Dorothea Davis (Saint-Boniface, 3 giugno 1921 – Los Angeles, 31 maggio 1987), è stata un'attrice statunitense.

## Biografia
Da adolescente, Dorothy Patrick fu modella fotografica professionista per cataloghi di moda femminile di grandi magazzini canadesi. Emigrò negli Stati Uniti d'America nel 1938, stabilendosi a New York e proseguendo la carriera di modella per l'Agenzia John Robert Powers, sulle passerelle dei saloni di alta moda della City e sulle riviste di moda e spettacolo dell'epoca.
Nel 1939 vinse il concorso per nuovi talenti Gateway to Hollywood, che la pose all'attenzione del produttore cinematografico Samuel Goldwyn. Trasferitasi a Hollywood, iniziò lavorare negli studi della MGM e apparve per la prima volta sullo schermo nella commedia Così vinsi la guerra (1944), con Danny Kaye. La sua apparizione più nota alla MGM fu al fianco di Robert Walker nel film Nuvole passeggere (1946), musical sulla vita del compositore Jerome Kern.
Durante gli anni quaranta, la Patrick recitò in noir come La muraglia delle tenebre (1947), accanto a Robert Taylor, Seguimi in silenzio (1949), al fianco di William Lundigan, e nel classico Bassa marea (1950), diretto da Fritz Lang. Apparve inoltre nei musical La città del jazz (1947), con Louis Armstrong e Billie Holiday, e I'll See You in My Dreams (1951), con Doris Day.
Nei primi anni cinquanta apparve nel gioco televisivo Pantomime Quiz e fu una delle celebrità impegnate nel sostegno alle truppe militari statunitensi durante la guerra di Corea. Sul grande schermo interpretò alcuni B movie come i western Under Mexicali Stars (1950), Road Agent (1952), e Il passo dei Comanches (1954), quest'ultimo accanto a John Carradine, Dane Clark e Raymond Burr. Apparve inoltre nel noir Mondo equivoco (1950), al fianco di Edmond O'Brien, Joanne Dru e Otto Kruger. Tra i suoi ultimi film di rilievo, il dramma poliziesco Sabato tragico (1955), in cui recitò accanto a Victor Mature.
Nella seconda metà degli anni cinquanta, l'attrice fece sporadiche apparizioni sul palcoscenico del teatro estivo californiano La Jolla Playhouse e sul piccolo schermo in alcune serie antologiche. Negli anni sessanta alternò le apparizioni sul palcoscenico del Leontovich Theatre a West Hollywood con l'attività di agente immobiliare a Beverly Hills.
Sposata quattro volte, il suo primo marito (1939-1941) fu il giocatore di hockey su ghiaccio Lynn Patrick, dal quale ebbe un figlio, Lester Lee (1940–1996). Dal secondo matrimonio (1943-1948) con il dentista Sterling Bowen, ebbe il figlio Terrence (nato nel 1944). L'attrice morì per un infarto il 31 maggio 1987, all'età di 65 anni. È sepolta nel Westwood Village Memorial Park Cemetery, Los Angeles.

## Filmografia parziale

### Cinema
- Così vinsi la guerra (Up in Arms), regia di Elliott Nugent (1944)
- Minorenni pericolosi (Boys' Ranch), regia di Roy Rowland (1946)
- Nuvole passeggere (Till the Clouds Roll By), regia di Richard Whorf (1946)
- L'invincibile McGurk (The Mighty McGurk), regia di John Waters (1947)
- La città del jazz (New Orleans), regia di Arthur Lubin (1947)
- La muraglia delle tenebre (High Wall), regia di Curtis Bernhardt (1947)
- Gentiluomo ma non troppo (Alias a Gentleman), regia di Harry Beaumont (1948)
- Seguimi in silenzio (Follow Me Quietly), regia di Richard Fleischer (1949)
- Le due suore (Come to the Stable), regia di Henry Koster (1949)
- Bassa marea (House By the River), regia di Fritz Lang (1950)
- Mondo equivoco (711 Ocean Drive), regia di Joseph M. Newman (1950)
- Under Mexicali Stars, regia di George Blair (1950)
- I'll See You in My Dreams, regia di Michael Curtiz (1951)
- Valanga gialla (Retreat, Hell!), regia di Joseph H. Lewis (1952)
- Road Agent, regia di Lesley Selander (1952)
- Scaramouche, regia di George Sidney (1952)
- Desert Passage, regia di Lesley Selander (1952)
- Savage Frontier, regia di Harry Keller (1953)
- Eroe a metà (Half a Hero), regia di Don Weis (1953)
- La maschera e il cuore (Torch Song), regia di Charles Walters (1953)
- The Outlaw Stallion, regia di Fred F. Sears (1954)
- Il passo dei Comanches (Thunder Pass), regia di Frank McDonald (1954)
- Sabato tragico (Violent Saturday), regia di Richard Fleischer (1955)
- Giuoco implacabile (Las Vegas Shakedown), regia di Sidney Salkow (1955)
- Il treno del ritorno (The View from Pompey's Head), regia di Philip Dunne (1955)
- The Peacemaker, regia di Ted Post (1956)
- Dominique (The Singing Nun), regia di Henry Koster (1966)

### Televisione
- Stars Over Hollywood – serie TV, 1 episodio (1951)
- Chevron Theatre – serie TV, 1 episodio (1952)
- Sky King – serie TV, 1 episodio (1952)
- Gruen Guild Playhouse – serie TV, 1 episodio (1952)
- I segreti della metropoli (Big Town) – serie TV, 1 episodio (1952)
- Cowboy G-Men – serie TV, episodi 1x27-1x33 (1953)
- Your Play Time – serie TV, 1 episodio (1953)
- Squadra mobile (Racket Squad) – serie TV, 2 episodi (1952-1953)
- The George Burns and Gracie Allen Show – serie TV, 1 episodio (1954)
- La mia piccola Margie (My Little Margie) – serie TV, episodio 4x20 (1955)
- Public Defender – serie TV, 2 episodi (1954-1955)
- The Whistler – serie TV, episodio 1x29 (1955)
- Wild Bill Hickok (The Adventures of Wild Bill Hickok) – serie TV, 3 episodi (1952-1955)
- Letter to Loretta – serie TV, 1 episodio (1955)
- TV Reader's Digest – serie TV, episodio 2x14 (1956)
- The Millionaire – serie TV, 1 episodio (1956)
- Celebrity Playhouse – serie TV, episodio 1x30 (1956)
- Schlitz Playhouse of Stars – serie TV, 4 episodi (1953-1956)
- The People's Choice – serie TV, 1 episodio (1956)

## Doppiatrici italiane
- Adriana De Roberto in Le due suore, Bassa marea
- Elda Tattoli in La maschera e il cuore
- Clelia Bernacchi in Sabato tragico
- Claudia Razzi in Nuvole passeggere (1º ridoppiaggio)
- Paola Majano in Nuvole passeggere (2º ridoppiaggio)